# Stipa pseudocapillata
Stipa pseudocapillata är en gräsart som beskrevs av Roman Julievich Roshevitz. Stipa pseudocapillata ingår i släktet fjädergrässläktet, och familjen gräs. Inga underarter finns listade i Catalogue of Life.